# Montbolo
Montbolo (en catalán Montboló) es un municipio francés situado en el departamento de los Pirineos Orientales y la región de Occitania. Pertenece al distrito de Céret y al cantón de Arles-sur-Tech y contaba con 192 habitantes en 2007.
Sus habitantes reciben el gentilicio de Bolomontains en francés y el de Montbolonins en catalán.

## Geografía
Montbolo pertenece a la comarca tradicional del Vallespir. Limita con los municipios de Saint-Marsal, Taillet, Reynès, Amélie-les-Bains-Palalda, Arles-sur-Tech, Corsavy y Taulis.
Montbolo se sitúa a la orilla izquierda del Tec. Se le apoda "el Balcón del Vallespir" por las excepcionales vistas de los Pirineos que ofrece.

## Demografía
| 109 | 124 | 92 | 105 | 133 | 145 |
| Para los censos de 1962 a 1999 la población legal corresponde a la población sin duplicidades (Fuente: INSEE [Consultar]) |     |    |     |     |     |